# Port lotniczy Tuli Lodge
Port lotniczy Tuli Lodge – międzynarodowy port lotniczy położony w miejscowości Tuli Lodge, w Botswanie.